# 新瑞橋駅
新瑞橋駅（あらたまばしえき）は、愛知県名古屋市瑞穂区洲山町2丁目にある、名古屋市営地下鉄の駅である。アクセントカラーは名城線・桜通線共に朱色。
名城線と桜通線が乗り入れる。当駅は名城線運転区が管轄している。

## 歴史
- 1974年（昭和49年）3月30日：4号線の終着駅として開業する[1]。
- 1994年（平成6年）3月30日：桜通線の駅が開業し、乗り換え駅となる[WEB 3]。また駅舎のバリアフリー化も完了し、エレベーター、エスカレーターも設置された。(両方共に三菱電機製)
- 2004年（平成16年）10月6日：4号線の名古屋大学 - 当駅間が開業し途中駅となる。同時に4号線を名城線に改称するとともに環状運転を開始する。
- 2011年（平成23年）7月2日：桜通線で可動式ホーム柵使用開始。
- 2021年（令和3年）
  - 2月7日：名城線2番線で可動式ホーム柵使用開始。
  - 2月14日：名城線1番線で可動式ホーム柵使用開始。
- 2022年（令和4年）
  - 7月1日：駅の管轄を名城線駅務区名古屋大学管区駅から名城線運転区へ移管[WEB 4]。
- 2024年（令和6年）8月19日～2026年（令和8年）8月（予定）：コンコース～地上に新たなエレベーター設置工事に伴い、北改札～西改札間の改札外通路が閉鎖。（詳細後述）[2]

## 駅構造
名城線、桜通線ともに島式1面2線ホームを持つ地下駅で、ともに可動式ホーム柵が設置されている。名城線ホームは15m車6両、桜通線ホームは20m車8両編成まで対応している。両線は地下で交差しておりその上部にコンコースがある構造をとっていることから、両線の乗り換えは一度コンコースに上がってから下ることとなる。
かつては名城線（金山～神宮西～新瑞橋は4号線。金山以北栄方面には当時から直通）の終着駅で、出入口は5つ（現在の1・4・5・6・8番出入口）だったが、1994年（平成6年）に今池から桜通線が当駅を経由して野並駅まで延伸した際に出入口が8つ（2・3・7番出入口を増設）に増加したほか、改札口も増設された（北改札口を増設）。さらに、10年後の2004年（平成16年）には名古屋大学駅から4号線が延伸し、2号線と合わせて名城線となり環状運転となった。なお、環状運転開始後も金山駅側に片渡り線（環状運転開始前～開始後2009年（平成21年）までは両渡り線であった）が残されており、2020年（令和2年）5月以降は定期列車では使用されていないが2005年（平成17年）に熱田区内で不発弾処理が行われて名城線が部分運休した際、右回り列車が一旦本線の金山駅側に引き上げた後、この渡り線を使用して左回り方向へ折り返したことがある。桜通線には渡り線や引き上げ線はなく、停留所に分類される（かつては桜通線にも今池方に両渡り線が存在した。撤去時期不明。）。
現在、2026年（令和8年）8月までの予定で2番及び4番出入口付近にコンコース～地上間の新たなエレベーター設置工事が行われており、北改札～西改札間の改札外通路が閉鎖されている。2・3番出入口から西改札及び東改札（名城線利用含む）へのアクセス、1・4番出入口及び5～8番出入口から北改札へのアクセスには、改札内通路を通るか、別の出入口を利用する必要がある。※逆も同様。
交通エコポンのリーダーが設置されていた。
コンコース外（改札外）には、信号機やパンタグラフ・台車など地下鉄に関連する機器類が展示されている。

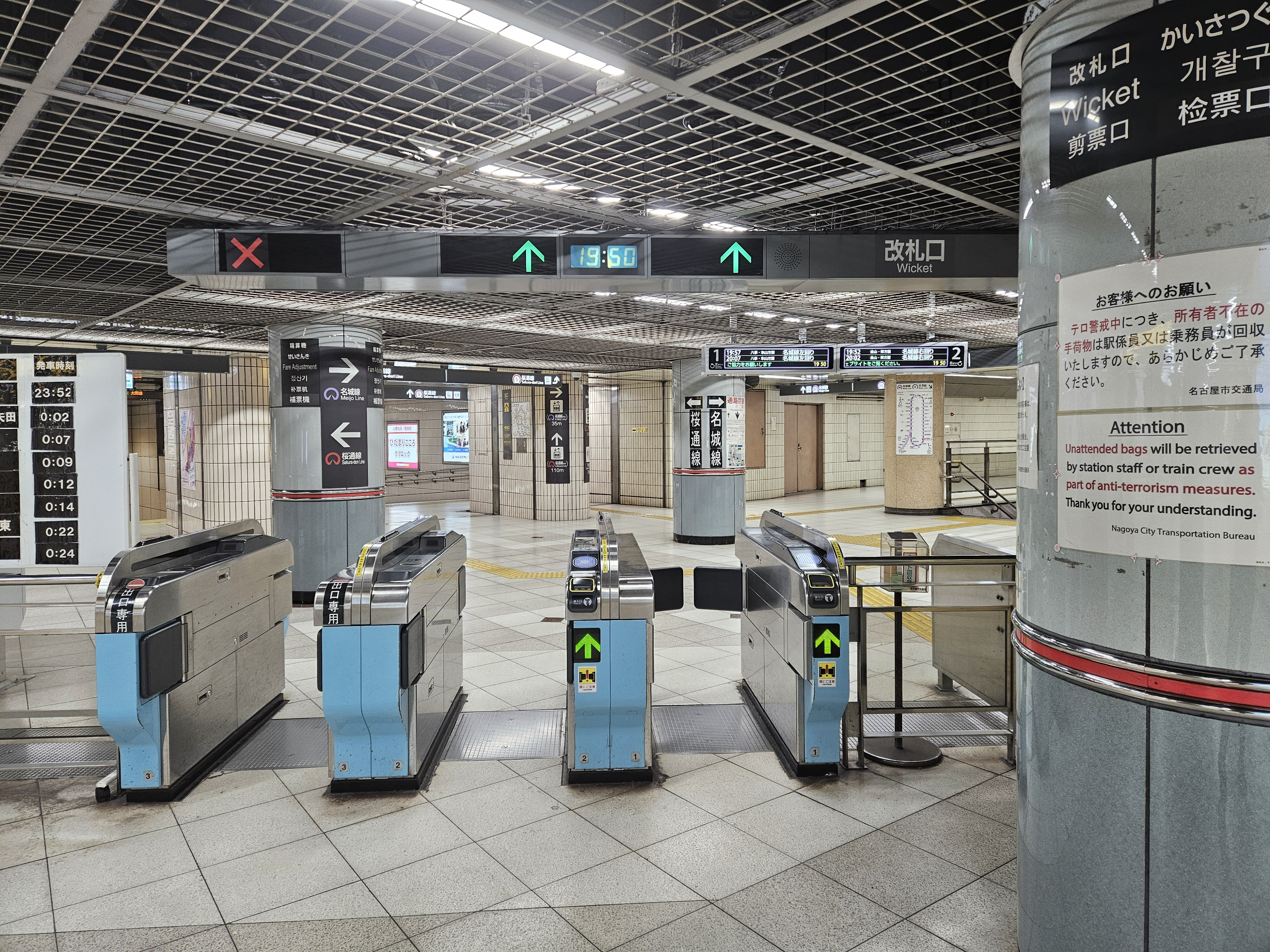
西改札口（2025年3月）
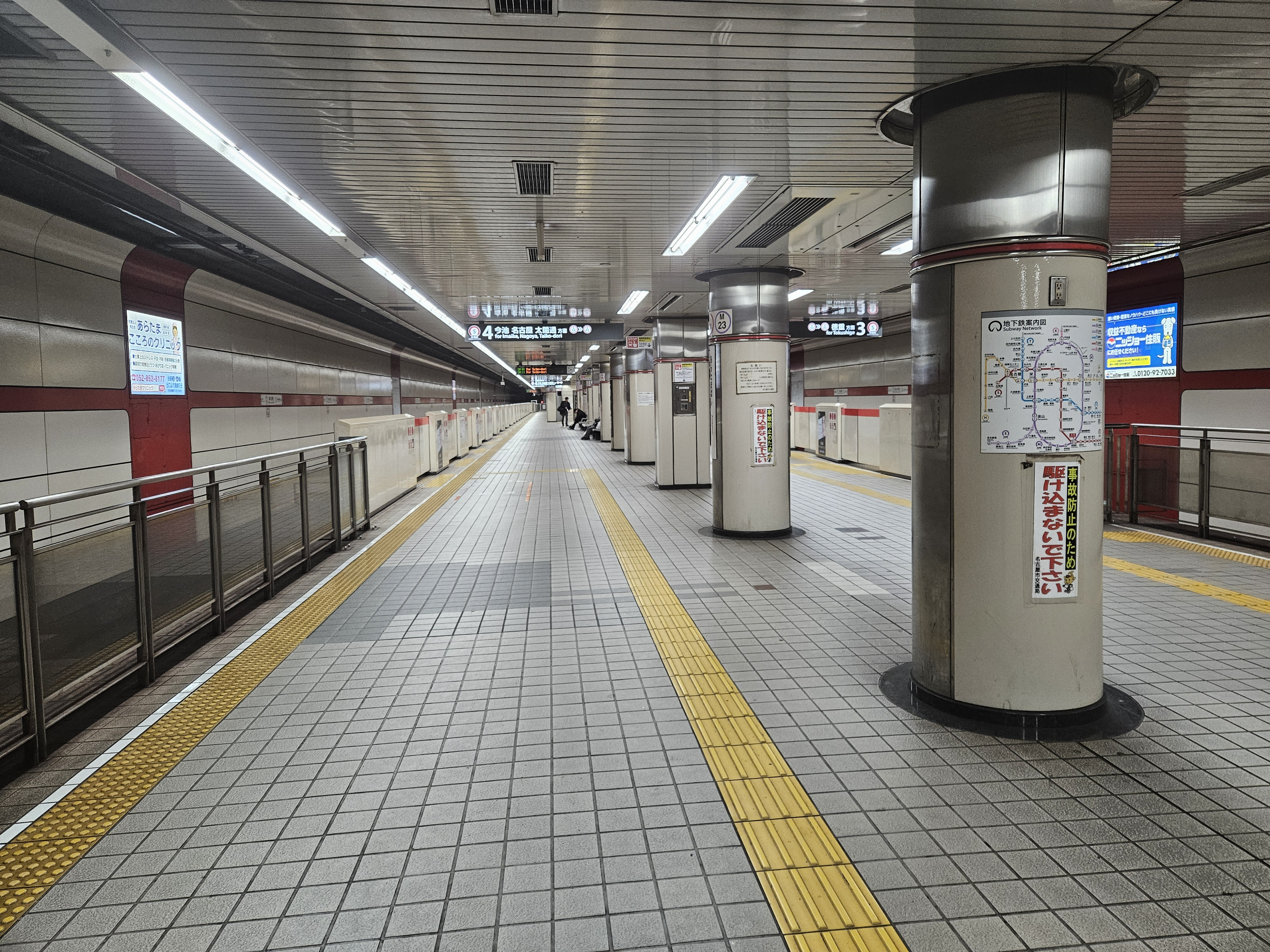
桜通線プラットホーム（2025年3月）
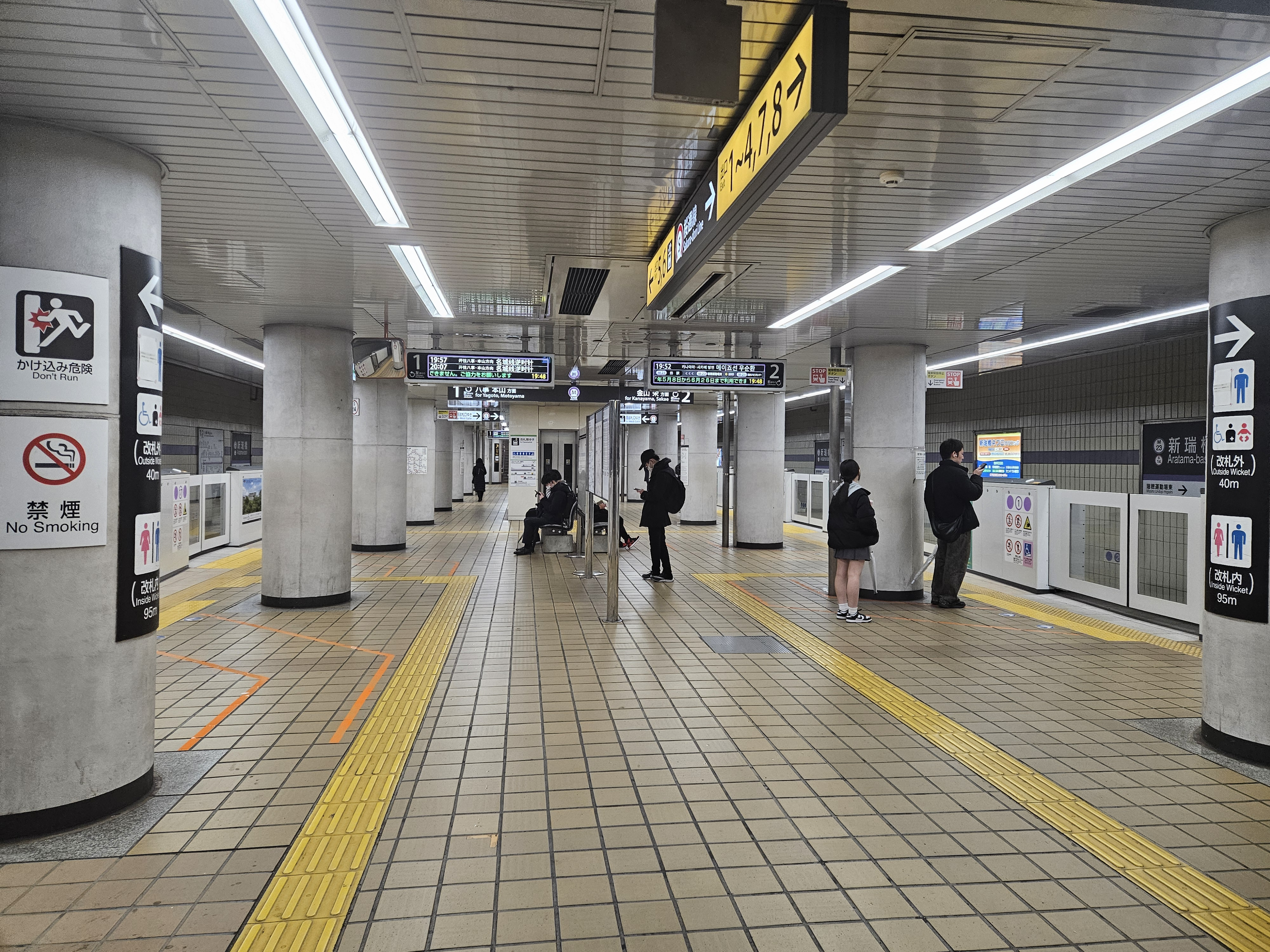
名城線プラットホーム（2025年3月）

### のりば

新瑞橋駅構内図
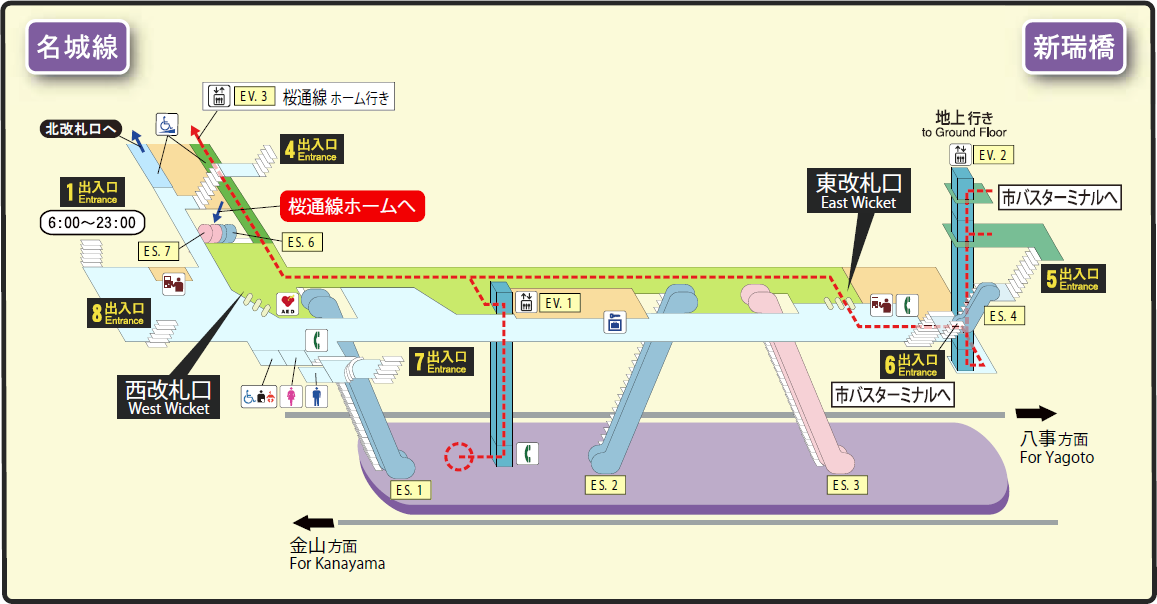
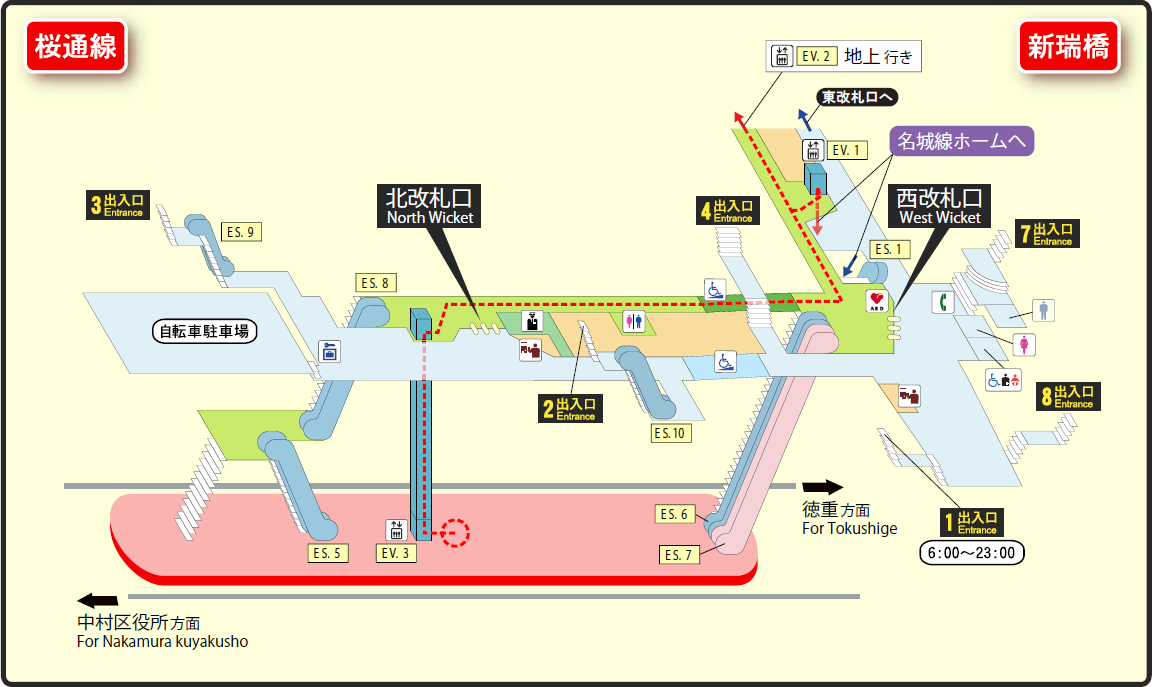

| ホーム | 路線   | 方向   | 行先                     | 備考                               |
| ------ | ------ | ------ | ------------------------ | ---------------------------------- |
| 1      | 名城線 | 左回り | 八事・本山方面           | [ 注釈 1 ]                         |
| 2      | 名城線 | 右回り | 金山・栄方面             | 名港線名古屋港方面は金山で乗り換え |
| 3      | 桜通線 | -      | 徳重方面                 |                                    |
| 4      | 桜通線 | -      | 今池・名古屋・太閤通方面 |                                    |

- 新瑞橋駅構内図

## 利用状況
| 年度               | 名城線乗車人員(人) | 桜通線乗車人員(人) | 乗車人員合計(人) |
| ------------------ | ------------------ | ------------------ | ---------------- |
| 2004年（平成16年） | 2,283,852          | 1,715,386          | 3,999,238        |
| 2005年（平成17年） | 2,476,884          | 1,459,718          | 3,936,602        |
| 2006年（平成18年） | 2,507,523          | 1,490,722          | 3,998,245        |
| 2007年（平成19年） | 2,563,282          | 1,448,263          | 4,011,545        |
| 2008年（平成20年） | 2,542,023          | 1,476,099          | 4,018,122        |
| 2009年（平成21年） | 2,576,331          | 1,518,565          | 4,094,896        |
| 2010年（平成22年） | 2,716,984          | 1,665,249          | 4,382,233        |
| 2011年（平成23年） | 2,727,497          | 1,782,176          | 4,509,673        |
| 2012年（平成24年） | 2,776,909          | 1,813,109          | 4,590,018        |
| 2013年（平成25年） | 2,786,458          | 1,829,111          | 4,583,656        |
| 2014年（平成26年） | 2,793,557          | 1,797,198          | 4,590,755        |
| 2015年（平成27年） | 2,820,589          | 1,862,614          | 4,683,203        |
| 2016年（平成28年） | 2,855,964          | 1,920,555          | 4,776,519        |
| 2017年（平成29年） | 2,937,596          | 2,009,479          | 4,947,075        |
| 2018年（平成30年） | 2,953,444          | 2,044,606          | 4,998,050        |
| 2019年（令和元年） | 2,885,306          | 2,033,527          | 4,918,833        |

※ 乗り換え人員は含まない。

## 駅周辺

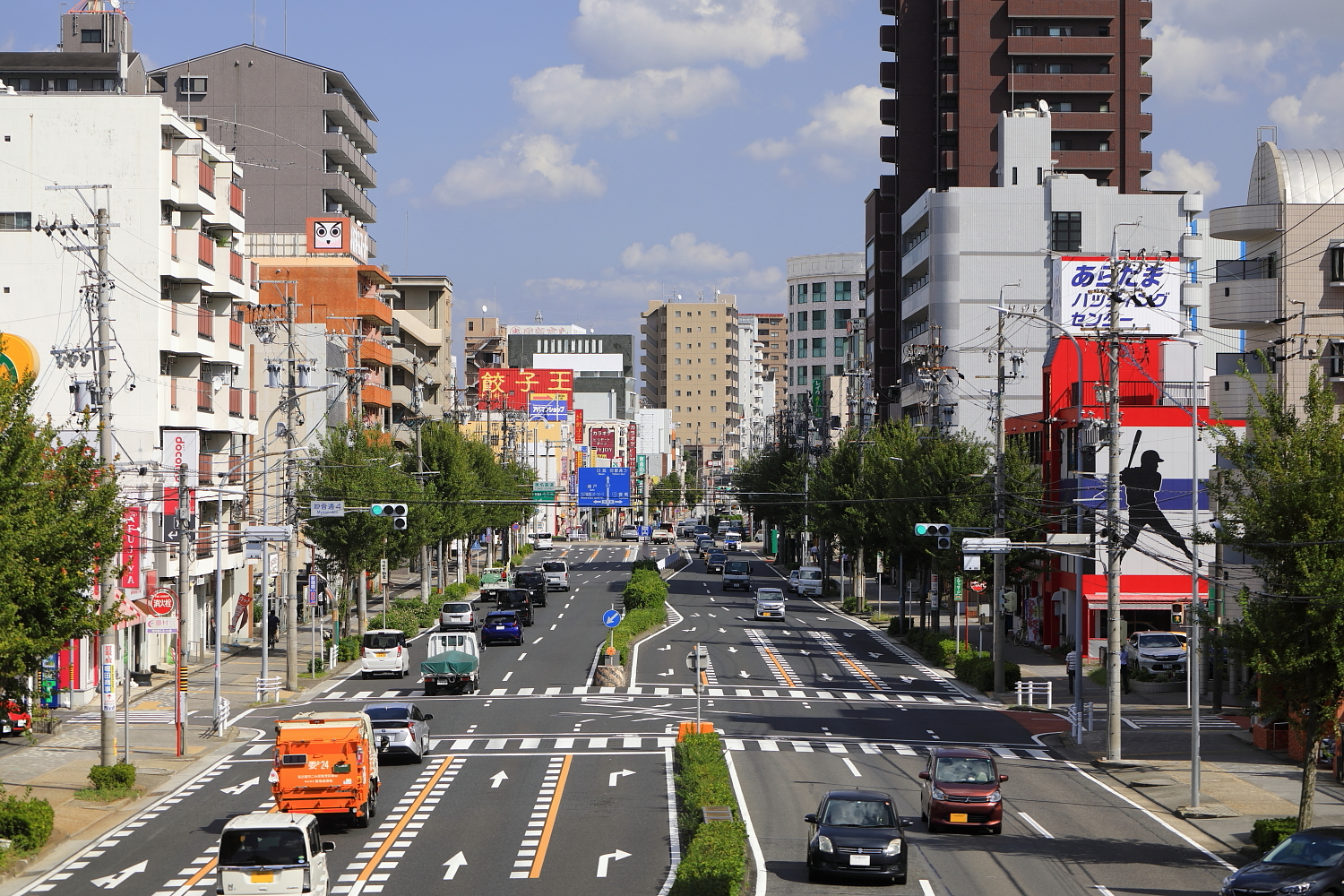
新瑞

近隣に、運動場や競技場などをもつ名古屋市瑞穂公園がある。また、金融機関や複合商業施設のほか、大手チェーンの飲食店や商業施設などが多く立地する。なお、当駅のあたりは平地（熱田台地）と丘陵地帯（八事丘陵）の境目となっており、駅すぐ東側の山崎川より東は標高が上がる。

### 駅・河川など
- 名鉄名古屋本線 呼続駅 - 当駅より西方徒歩で約10分。但し普通電車しか停車しない為、堀田駅や金山駅での乗り換えの方が便利。また徒歩であっても1つ隣の妙音通駅からの方が近い。
- 山崎川 - 名古屋市の代表的な桜の名所。
  - 新瑞橋 - 山崎川に架かる名古屋環状線の橋名で、地名としては存在しない。新瑞橋駅は瑞穂区に位置するがこの橋を越えた川の対岸は南区である。

### ショッピングセンターなど
- ファミリーマート瑞穂新瑞橋店
- イオンモール新瑞橋
- MEGAドン・キホーテUNYアラタマ店
  - 過去にボウリング場や屋上遊園地もあった。

### 商業施設など
- あらたま商店街
- フジパン 本社
- 名古屋新瑞橋郵便局[WEB 13]
- 三菱UFJ銀行 新瑞橋支店[WEB 14]
- あいち銀行 新瑞橋支店[WEB 15]
- 名古屋銀行 新瑞橋支店[WEB 16]
- 名古屋市瑞穂図書館[WEB 17]
  - 名城線の瑞穂運動場東駅か桜通線の瑞穂運動場西駅のほうが近い。
- 名古屋市瑞穂文化小劇場[WEB 18]

### 公園・スポーツ競技場など
- 名古屋市瑞穂公園
- 瑞穂古墳群

### 学校・道路・その他
- 名古屋市立井戸田小学校
- 名古屋市立菊住小学校
- 環状線（名古屋市道名古屋環状線）
- 妙音通・弥富通（愛知県道221号岩崎名古屋線）
- 旧東海道（愛知県道222号緑瑞穂線）
- 日能研新瑞校

## 新瑞橋バスターミナル

### 路線バス

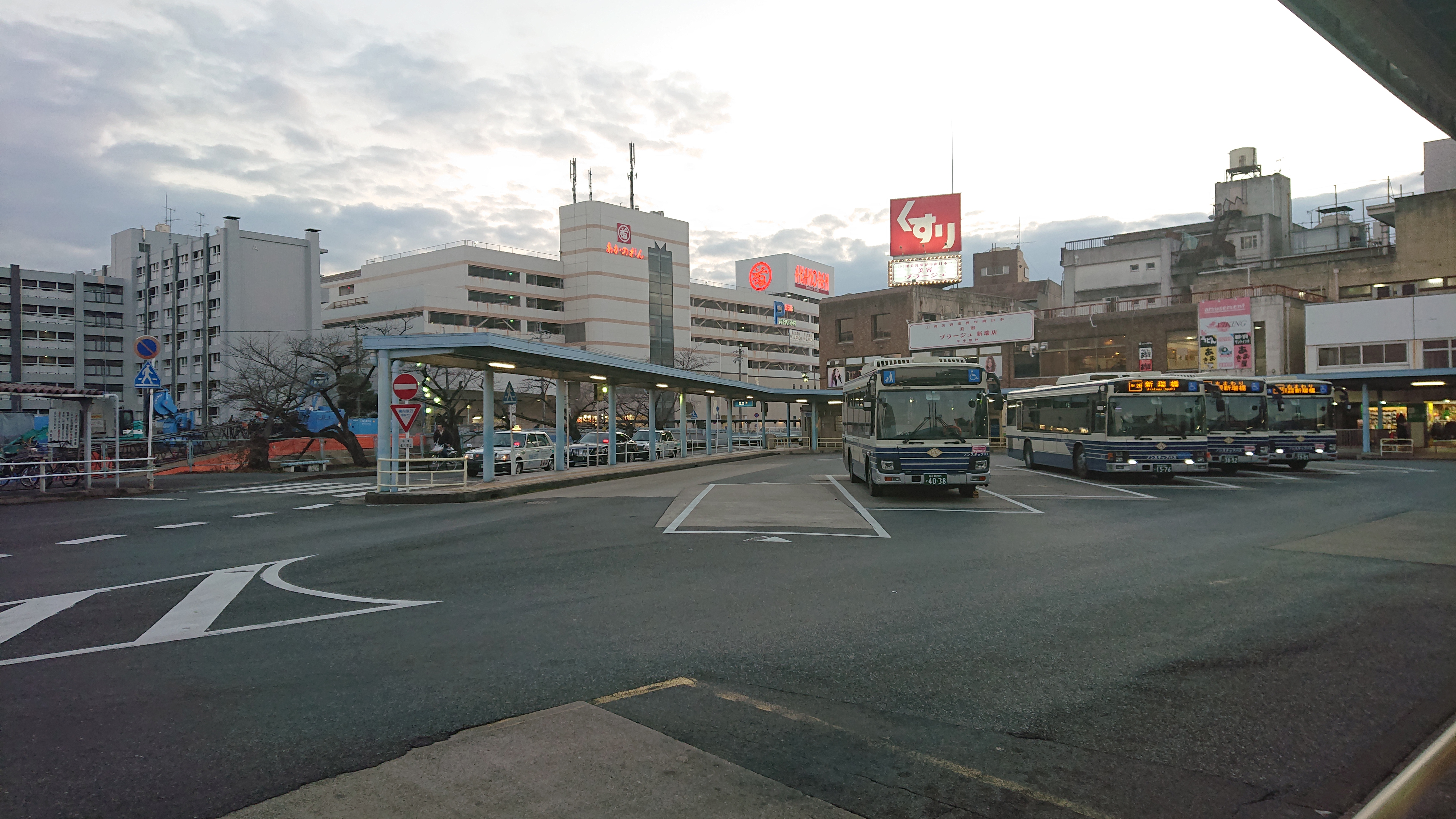
新瑞橋バスターミナル
（2020年12月）

最寄りバス停は、新瑞橋である。1974年（昭和49年）の名城線開通と同時に開設されたバスターミナルより発着する。
名古屋市営バス（名古屋市交通局）およびジェイアール東海バスにより、以下の路線が運行されている。1994年（平成6年）に桜通線が野並駅（2011年（平成23年）に徳重駅）まで、2004年（平成16年）に4号線（この時に名城線へ改称）が名古屋大学駅から開通したことから路線数が減ったものの、引き続き当駅から天白区・緑区・南区などへの路線が多数運行されている。バスターミナルへは5・6番出入口が近く、エレベーターもある。エスカレーターは5番出入口にある。ターミナル内の乗り場は6ヶ所（うち3ヶ所は北側の県道沿い）、降車所は1ヶ所、ターミナル外の乗り場は3ヶ所ある。
かつては千種駅や大曽根駅まで運行されるバスや、妙見町行のバスや、地下鉄原行のバスも存在していたが、前2つは桜通線と完全に並行するため1994年（平成6年）に、妙見町行は名城線と完全に並行するために2004年（平成16年）にそれぞれ廃止となっている。地下鉄原行は桜通線と一部区間が並行するため2011年（平成23年）に廃止となり、現在は新瑞15として運行している。他には新瑞橋からの笠寺駅行やなごや港行や緑高校行や白土行なども存在していた。
バスターミナルの敷地は新瑞橋交差点で交わる二つの道路と斜めに流れる山崎川に挟まれた、三角形になっている。

#### 名古屋市営バス（名古屋市交通局）
- 幹新瑞1：島田住宅行、平針住宅行（5番のりば）[WEB 19]
- 新瑞12：地下鉄徳重行（6番のりば）[WEB 19]
- 新瑞13：南区役所経由 新瑞橋循環、鳴尾車庫行（2番のりば）[WEB 19]
- 新瑞14：ワイルドフラワーガーデン行（2番のりば）[WEB 19]
- 新瑞15：地下鉄鳴子北行（1番のりば）[WEB 19]
- 神宮11：名鉄神宮前行、島田一ツ山行、相生山住宅行（名鉄神宮前行：3番のりば、島田一ツ山、相生山住宅行：4番のりば）[WEB 19]
  - 運行する路線で唯一、新瑞橋を途中バス停としている。
- 栄20：栄行（4番のりば）[WEB 19]
- 瑞穂巡回：瑞穂区役所経由 新瑞橋循環（左回り地下鉄堀田経由：1番のりば、右回り清水ヶ岡経由：4番のりば）[WEB 19]

#### ジェイアール東海バス
バス発着場は、新瑞橋交差点北側に位置している。
- 青春ドリームなごや号（8・15号）

## その他
- 朝夕ラッシュ時、金山方面からの名城線左回りの一部列車は当駅から名古屋港行の表示がなされるが、左回りを経由するために大回りになる[注釈 2]。なお、最短距離で移動する場合は、2番ホームの名城線右回りで金山まで行き、名港線に乗り換えとなる。
- 当駅の開業日は名古屋市電の最終営業運行日と同日であり、この日と翌日（無料サヨナラ運行のため正確には営業運行が行われたわけではない）の2日間だけ、市電との乗り換えが可能であった。
- 計画時には落合橋という駅名だったが、旧市電新瑞橋電停の名を受け継いで、新瑞橋駅となった。1974年（昭和49年）3月市電廃止と同時に地下鉄が開業した名古屋では稀な地点である。

## 隣の駅
名古屋市営地下鉄　　
 名城線
瑞穂運動場東駅 (M22) - 新瑞橋駅 (M23) - 妙音通駅 (M24)
 桜通線
瑞穂運動場西駅 (S13) - 新瑞橋駅 (S14) - 桜本町駅 (S15)